# C.C. Rider
See See Rider
C.C. Rider, ou See See Rider, est un standard du blues et du rock 'n' roll. Cette chanson, signée Ma Rainey et Lena Arent, mais inspiré d'un air de blues traditionnel, fut reprise par un grand nombre d'artistes.
Elle fut tout d'abord interprétée par le Ma Rainey Georgia Jazz Band, qui l'enregistra le 2 décembre 1924 à New York sous le titre, See See Rider Blues et paru en face B de Jealous Hearted Blues chez Paramount. Ma Rainey  est accompagnée de Louis Armstrong (cornet), Buster Bailey (clarinette), Charlie Green (tuba), Fletcher Henderson (piano) et Charlie Dixon (banjo).
En 1943, la version de Wee Bea Booze est n°1 des charts rhythm and blues.
C.C. Rider connait une nouvelle jeunesse grâce à Chuck Willis qui l'enregistre en 1957 chez Atlantic Records. Le disque se classe à la 12e place du hit-parade américain. Cette version inspira notamment les Animals (1966).
En 1966, le groupe Mitch Ryder & The Detroit Wheels obtient un certain succès avec Jenny Take A Ride, un pot-pourri de C.C. Rider et de Jenny, Jenny de Little Richard.
Parmi les reprises célèbres, citons aussi celle d'Elvis Presley (with The Imperials Quartet) sur l'album On Stage en 1970.
Autres artistes ayant interprété C.C. Rider : 
- Bessie Smith
- Big Bill Broonzy (1934)
- Leadbelly
- Helen Humes and her All-Stars (1945)
- Lightnin' Hopkins en 1948, édité sur l'album Lightnin' Hopkins on Stage (1962)
- Tiny Grimes, sous le titre Midnight Special, en face B de Rock The House (1950)
- The Orioles en single (1952)
- Louis Armstrong (1957)
- Wilbur De Paris & Jimmy Witherspoon sur l'album New Orleans Blues (1957)
- Snooks Eaglin, sur New Orleans Street Singer (1959)
- Jimmy Witherspoon, Gerry Mulligan & Ben Webster At the Renaissance  (1959)
- Mance Lipscomb, rebaptisé « Going to Louisiana » sur Texas Sharecroppers and Songsters (1960)
- Wilbert Harrison (1960)
- Ray Charles (1960)
- Jimmy Smith (1960)
- Charlie Rich, Lonely Weekends (1961)
- Joey Dee and the Starliters (1962)
- LaVern Baker en single (1962)
- Peggy Lee, Sugar 'n' Spice (1962)
- Lou Rawls et Les McCann Ltd., Stormy Monday  (1962)
- Clyde McPhatter (1962)
- Roy Buchanan
- Ella Fitzgerald, These are the Blues  (1963)
- Jimmy Reed, Jimmy Reed Sings the Best of the Blues (1963)
- Mississippi John Hurt (1964)
- Big Joe Williams, Back to the Country (1964)
- Donald Byrd, Up with Donald Byrd (1964)
- Cher, All I Really Want to Do (1965)
- The Everly Brothers, Beat 'n Soul (1965)
- Joe Tex (1965)
- B. B. King (1965)
- Bobby Fuller
- The Animals, Animalization (1966)
- The Music Machine, (Turn On) The Music Machine (1966)
- The Chambers Brothers (1966)
- Otis Spann (1966)
- Johnny Rivers (medley with Got My Mojo Working) (1967)
- Chuck Berry (1967)
- Richie Havens, My own way (1967)
- Don Covay (1968)
- Janis Joplin, paru en 1975 dans la compilation Janis
- The Johnny Otis Show, Cold Shot! (1969)
- Jerry Lee Lewis, Rockin' Rhythm & Blues (1969)
- Bill Haley and the Comets (1973)
- John Lee Hooker (1979)
- Bruce Springsteen et le E Street Band, en medley avec Devil with the Blue Dress/Good Golly Miss Molly/Jenny Take a Ride, sur l'album live No Nukes (1979)
- Sean Carney
- Dr. Feelgood
- Eddy Mitchell, dans le medley Be-Bop-A-Lula / C.C. Rider / Blue Suede Shoes, sur l'album 20 ans : Eddy Mitchell Olympia (1981)
- The Delmonas (1985)
- Gary Lewis & The Playboys
- Billy Thorpe & The Aztecs
- Gene Harris Quartet (1991)
- Therapy? (1994)
- Eric Burdon (2000)
- Cassandra Wilson (2006)
- Mitch Woods avec Van Morrison et Taj Mahal (2017)

La chanson est adaptée en français par Monty  sous le titre Hully Baby et interprétée par Harold Nicholas et par Les Bourgeois de Calais en 1963. Alain Jodoin l'adapte à nouveau, sous le titre Si tu m'aimes, pour Les Mersey's en 1967.
On peut entendre la version de Ma Rainey dans le film Le Lauréat de Mike Nichols en 1969.